# La Seine Musicale
Az La Seine Musicale egy zenei és előadóművészeti központ az Île Seguin szigetén, a Szajna folyón, Boulogne-Billancourt és Sèvres között, Párizs nyugati külvárosában, Franciaországban.

## Program
A La Seine Musicale 2017. április 22-én nyílt meg az Orquestra Insula koncertjével, a Laurence Equilbey vezényletével zajló Cor Accentus kíséretében. A megnyitó hetében, 2017. április 21-én Bob Dylan lett az első művész, aki zenei koncertet adott ott. 2018. december 8-án a helyszín adott otthont a 2019-es női labdarúgó-világbajnokság döntőjének sorsolására.
2021. május 20-án az Európai Műsorszolgáltatók Uniója (EBU) és a francia France Télévisions műsorszolgáltató bejelentette, hogy a helyszín ad otthont a 2021-es Junior Eurovíziós Dalfesztiválnak. A 2021. december 19-én megrendezésre kerülő verseny lesz az első alkalom, hogy Franciaország ad otthont a versenynek, és az első eurovíziós esemény az országban az 1999-es lyoni Eurovíziós Fiatal Táncosok versenye óta.